# Autovacuna
Una autovacuna es una vacuna preparada a partir de gérmenes aislados de un individuo a tratar, el cual tiene una afección ya establecida y generalmente crónica o aguda recidivante, en los que la terapia con antibióticos u otro tipo de preparado biológico no han logrado eliminar el agente causal, siendo el papel de esta vacuna inmunoterapéutico. 
En veterinaria reciben este nombre preparados elaborados a partir de cepas aisladas de uno o varios individuos del grupo afectado y que pueden ser aplicados terapéuticamente a todo el conjunto o lote. Son vacunas inactivadas y no tóxicas. Puede usarse en más de un microorganismo, aislado del mismo rodeo, no se deben usar en otro rodeo.

## Tipos
- Vacunas a gérmenes solos o con su toxina
- Vacunas de lisados
- Vacunas de filtrado de cultivo
- Vacunas de animales